# Спарта (Северна Каролина)
Спарта (енгл. Sparta) град је у америчкој савезној држави Северна Каролина.

## Демографија
По попису из 2010. године број становника је 1.770, што је 47 (-2,6%) становника мање него 2000. године.
| Група             | 2000.         | 2010.         |
| Белци             | 1.615 (88,9%) | 1.417 (80,1%) |
| Афроамериканци    | 36 (2,0%)     | 48 (2,7%)     |
| Азијати           | 10 (0,6%)     | 17 (1,0%)     |
| Хиспаноамериканци | 140 (7,7%)    | 260 (14,7%)   |
| Укупно            | 1.817         | 1.770         |